# 1898 en arts plastiques
| Années des arts plastiques : 1895 - 1896 - 1897 - 1898 - 1899 - 1900 - 1901    |
| Décennies des arts plastiques : 1860 - 1870 - 1880 - 1890 - 1900 - 1910 - 1920 |

Cette page concerne l'année 1898 en arts plastiques.

## Événements
- Fondation de la revue britannique The Poster, consacrée à l'affiche artistique. Elle disparaîtra en 1901.

## Œuvres

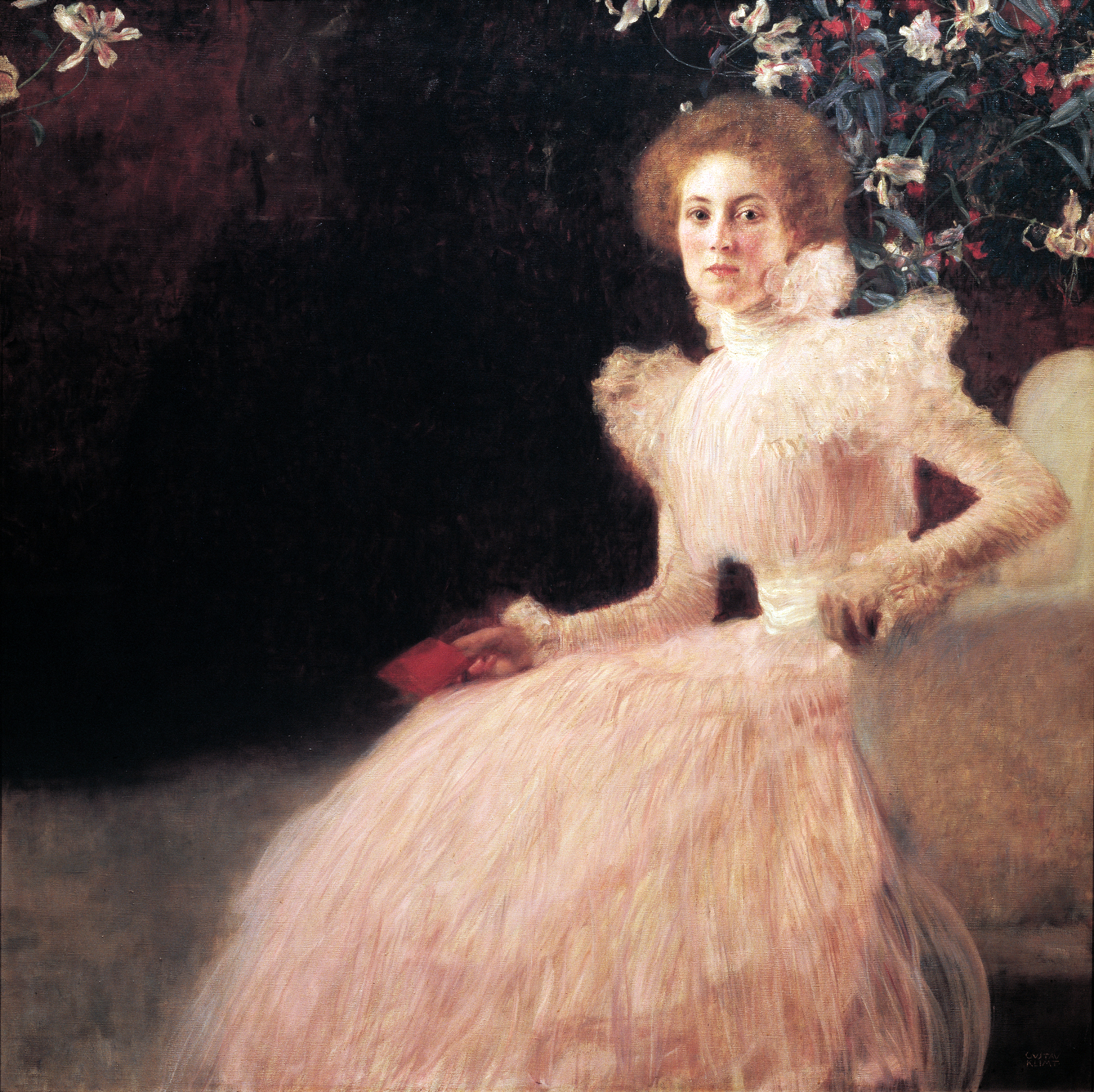
Portrait de Sonja Knips, de Gustav Klimt

- Un dîner en famille de Caran d'Ache.
- La Fontaine des agenouillés de George Minne, une œuvre qui marquera l'expressionnisme allemand et autrichien.
- Les Bogatyrs de Victor Vasnetsov.
- Pallas Athéna de Gustav Klimt.
- Charles au jersey rayé, huile sur toile de Henri Evenepoel.
- Portrait de Rosa Bonheur, huile sur toile d'Anna Klumpke.

## Récompenses et distinctions
- Grand prix de Rome de Peinture remporté par Jean-Amédée Gibert et William Laparra (ex æquo) avec pour thème La piscine de Bethsaïda.

## Naissances
- 11 janvier : Shiro Kasamatsu, graveur japonais appartenant à l’école Shin-Hanga et Sosaku-Hanga († 14 juin 1991),
- 12 janvier : Félix De Boeck, peintre belge († 18 janvier 1995),
- 28 janvier :
  - Pompeo Borra, peintre italien († 15 novembre 1973),
  - Charles-Henri Contencin, peintre français († 17 avril 1955),
  - Milan Konjović, peintre serbe puis yougoslave († 20 octobre 1993),
- 30 janvier : Adrien Holy, peintre, lithographe et décorateur suisse († 29 décembre 1978),
- 2 février : Sreten Stojanović, sculpteur, dessinateur, aquarelliste et critique d'art serbe puis yougoslave († 29 octobre 1960),
- 3 février : Alvar Aalto, architecte et designer finlandais († 11 mai 1976),
- 8 février : Jean Charlot, peintre, dessinateur, graveur et lithographe français († 1979),
- 11 février : Louis Neillot, peintre français († 24 décembre 1973),
- 13 février : René Durieux, peintre français († 17 juillet 1952),
- 15 février : Étienne Bouchaud, peintre et graveur français († 1989),
- 16 février : Arsène Brivot, peintre, humoriste, graveur sur bois, illustrateur et aquafortiste français († 31 décembre 1978),
- 21 février : Paul Dufau, peintre, dessinateur, aquafortiste et graveur français († 2 octobre 1982),
- 23 février : Enrique Lafuente Ferrari, historien de l'art espagnol († 25 septembre 1985),
- 1er mars : Umberto Lilloni, peintre italien († 15 juin 1980),
- 8 mars : Macario Vitalis, peintre philippin († 8 juin 1989),
- 15 mars : Jane Berlandina, peintre française († 1970),
- 21 mars : Gianni Vagnetti, peintre italien († 19 mai 1956),
- 22 mars : Léon Dupin, peintre et affichiste français († 1971),
- 31 mars : Hélène Clément-Benois, peintre et décoratrice russe († 7 juillet 1972),
- 4 avril : Abraham Mintchine, peintre russe puis soviétique († 25 avril 1931),
- 5 avril : Geer Van Velde, peintre néerlandais († 5 mars 1977),
- 6 avril : Jeanne Hébuterne, peintre française († 26 janvier 1920),
- 8 avril : Fred Klein, peintre néerlandais († 25 avril 1990),
- 10 avril : André Planson, peintre français († 29 septembre 1981),
- 12 avril : Pierre Le Trividic,  peintre français de l'École de Rouen († 23 janvier 1960),
- 15 avril : Édouard-Henri Muller, peintre français († 23 décembre 1973),
- 19 avril : Ottavio Baussano, peintre et décorateur italien († 1970),
- 28 avril : Yuzō Saeki, peintre japonais († 23 juin 1928),
- 2 mai : Roger Schardner, peintre, dessinateur et lithographe français († 22 novembre 1981),
- 6 mai : Francisco Bores, peintre espagnol († 10 mai 1972),
- 7 mai : Albert Chartier, sculpteur et peintre français († 5 février 1992),
- 10 mai : Raymond Legueult, peintre français († 25 juillet 1971),
- 14 mai : Léonard Bordes, peintre français († 4 février 1969),
- 15 mai :
  - Michel Adlen, peintre et graveur russe puis soviétique († 21 janvier 1980),
  - Gigi Chessa, peintre, architecte, décorateur et potier (peintre de céramique) italien († 23 avril 1935),
- 16 mai : 
  - Tamara de Lempicka, peintre américain d'origine polonaise († 18 mars 1980),
  - Jean Fautrier, peintre français († 21 juillet 1964),
- 21 mai : Alfred Courmes, peintre français († 8 janvier 1993),
- 22 mai : Louis Norgeu, peintre, dessinateur et décorateur français († 24 novembre 1957),
- 24 mai : Henri-Eugène Brochet, peintre et auteur dramatique français († 7 décembre 1952),
- 16 juin :
  - Chériane, peintre et dessinatrice française († 31 mars 1990),
  - Géo-Fourrier, peintre, illustrateur et graveur français († 8 avril 1966),
- 17 juin : Maurits Cornelis Escher, graveur néerlandais († 27 mars 1972),
- 20 juin : Jean de Botton, peintre, sculpteur et graveur français († 13 juin 1978),
- 2 juillet : Shikanosuke Oka, peintre japonais de paysages († 28 avril 1978),
- 9 juillet :
  - Edina Altara, illustratrice, décoratrice, peintre et céramiste italienne († 11 avril 1983),
  - Suzanne Lansé, peintre française († 16 janvier 2002),
- 13 juillet : André-François Breuillaud, peintre français († 27 juin 1994),
- 15 juillet : Henri Miloch, peintre français († 4 juillet 1979),
- 19 juillet : Joaquín Peinado, peintre espagnol († 13 février 1975),
- 22 juillet :
  - Robert Barriot, peintre, émailleur et sculpteur français († 1er juillet 1970),
  - Alexander Calder, artiste américain († 11 novembre 1976),
- 26 juillet : Joseph Steib, peintre français († 30 janvier 1966),
- 27 juillet : Eugene McCown, peintre, pianiste et écrivain américain († 23 avril 1966),
- 30 juillet : Henry Moore, sculpteur britannique († 31 août 1986),
- 10 août : Mario Radice, peintre italien († 26 juillet 1987),
- 11 août : Henri Olive-Tamari, peintre, graveur, céramiste et poète français († 15 novembre 1980),
- 27 août : Germain Delatousche, peintre et illustrateur français († 31 octobre 1966),
- 9 septembre : Gérard Schneider, peintre suisse († 28 mai 1989),
- 12 septembre : Ben Shahn, peintre, photographe et professeur américain d'origine lituanienne († 14 mars 1969),
- 21 septembre :
  - Pavel Tchelitchev, artiste américain d'origine russe († 31 juillet 1957),
  - Eugène Dabit, écrivain et peintre français († 21 août 1936),
- 28 septembre :
  - Rolande Dechorain, peintre paysagiste française († 15 décembre 1977),
  - André Maire, peintre français († 4 octobre 1984),
- 2 octobre : Vige Langevin, peintre, dessinatrice, professeure d'arts plastiques et essayiste française († 22 septembre 1992),
- 4 octobre : Jeanne Bily-Brossard, peintre miniaturiste et pastelliste française († 8 novembre 1983),
- 5 octobre : José Camón Aznar, historien de l'art espagnol († 14 mai 1979),
- 6 octobre : Charles Lapicque, peintre et graveur français de la Nouvelle École de Paris († 15 juillet 1988),
- 9 octobre : Antoon Kruysen, peintre néerlandais († 4 avril 1977),
- 10 octobre : Louis Bate, peintre, aquarelliste, dessinateur et sculpteur français († 1er mars 1948),
- 13 octobre : Emmanuel Poirier, peintre, graveur et illustrateur français († 10 mars 1952),
- 14 octobre : Émile Saudemont, peintre français († 1967),
- 15 octobre : Nahum Gutman, peintre, sculpteur et auteur israélien († 28 novembre 1980),
- 25 octobre :
  - René-Yves Creston, peintre, graveur, illustrateur, sculpteur et ethnologue français († 30 mai 1964),
  - Grigory Gluckmann, peintre, illustrateur et lithographe russe puis soviétique († 1973),
- 2 novembre : Lucien-Victor Delpy, peintre français († 16 juin 1967),
- 5 novembre : Jean Urvoy, peintre, écrivain et graveur français († 21 juillet 1989),
- 9 novembre : Zoltán Palugyay, peintre austro-hongrois puis tchécoslovaque († septembre 1935),
- 15 novembre : Jean Aufort, peintre, aquarelliste, lithographe et illustrateur français († 11 novembre 1988),
- 21 novembre : René Magritte, peintre belge († 15 août 1967),
- 22 novembre : Jean Launois, peintre et illustrateur français († 27 novembre 1942),
- 3 décembre : Fernand Dauchot, peintre expressionniste français († 10 juin 1982),
- 10 décembre : Ivan Tabaković, peintre et céramiste serbe puis yougoslave († 27 juin 1977),
- 18 décembre :
  - Louise Morel, peintre française († 27 novembre 1974),
  - Giuseppe Viviani, graveur et peintre italien († 16 janvier 1965),
- 19 décembre : Otakar Mrkvička, peintre et illustrateur austro-hongrois puis tchécoslovaque († 20 novembre 1957),
- ? :
  - Léonide Berman, peintre russe puis soviétique († 1976),
  - Zygmunt Landau, peintre de l'École de Paris issu d'une famille juive de Pologne († 1962).

## Décès
- 15 janvier : Ludwig von Hagn, peintre bavarois (° 23 novembre 1820),
- 20 janvier : François Roffiaen, peintre belge (° 9 août 1820),
- 1er février : Paul Dubufe, peintre et architecte français (° 27 février 1842),
- 12 février : Miklós Barabás, peintre et graveur hongrois (° 10 février 1810),
- ? février : Charles Lebayle, peintre et dessinateur français (° 28 mai 1856),
- 15 mars : Aubrey Beardsley, graveur et dessinateur britannique (° 21 août 1872),
- 20 mars : Ivan Ivanovitch Chichkine, peintre russe (° 25 janvier 1832),
- 27 mars : Édouard Delessert, peintre, archéologue et photographe français (° 15 décembre 1828),
- 7 avril : Otto Knille, peintre allemand (° 10 septembre 1832),
- 11 avril : Edoardo Chiossone, graveur et peintre italien (° 21 janvier 1833),
- 18 avril : Gustave Moreau, peintre français (° 6 avril 1826),
- 20 avril : Karl Christian Wymann Mory, peintre suisse (° 1er février 1836),
- 26 avril : Félix Buhot, peintre, graveur et illustrateur français (° 9 juillet 1847),
- 3 mai : Nikolaï Dmitriev-Orenbourgski, peintre russe (° 13 avril 1837),
- 9 juin : Joseph Jaquet, sculpteur belge (° 30 janvier 1822),
- 11 juin : Auguste Truphème, peintre académique français (° 23 janvier 1836),
- 15 juin : Karel Hlaváček, poète et peintre austro-hongrois (° 29 août 1874),
- 17 juin :
  - Edward Burne-Jones, peintre britannique (° 28 août 1833),
  - Carlos de Haes, peintre espagnol d'origine belge (° 25 janvier 1829),
- 22 juin : Alexandre Mauvernay, peintre verrier français (° 9 mai 1810),
- 26 juin : Nikolaï Iarochenko, peintre russe (° 13 décembre 1846),
- 13 juillet : Alfred Loudet, peintre français (° 21 février 1836),
- 14 juillet : Armand Dandoy, peintre et photographe belge (° 11 novembre 1834),
- 25 juillet : Nicolas Swertschkoff, peintre russe (° 6 mars 1817),
- 29 juillet : Arturo Michelena, peintre vénézuélien (° 16 juin 1863),
- 8 août : Eugène Boudin, peintre français (° 12 juillet 1824),
- 10 août : Jean Renggli, peintre suisse (° 17 juillet 1846),
- 23 août : Félicien Rops, peintre, aquafortiste, dessinateur, illustrateur et graveur belge (° 7 juillet 1833),
- 26 août : Alfred Quesnay de Beaurepaire, romancier, peintre et dessinateur français (° 2 août 1830),
- 19 septembre : Augustin Lamy, peintre français (° 30 juillet 1817),
- 29 septembre : Marie Auguste Lauzet, peintre et graveur français (° 12 août 1863),
- 30 septembre : 
  - Gustave Gerlier, lithographe français principalement actif en Belgique (° 8 juillet 1826),
  - Camille Alfred Pabst, peintre français (° 18 juin 1828),
- 11 octobre : Camille Martin, peintre, graveur, relieur de l'Ecole de Nancy et français (° 14 février 1861),
- 16 octobre : Jules Lenepveu, peintre français (° 12 décembre 1819),
- 24 octobre : Pierre Puvis de Chavannes, peintre, graveur et dessinateur symboliste français (° 14 décembre 1824),
- 19 novembre :
  - Domingo Martínez, graveur espagnol (° 1822),
  - Elena Polenova,  peintre russe (° 27 novembre 1858),
- 1er décembre : Luděk Marold, peintre, illustrateur et affichiste austro-hongrois (° 7 août 1865),
- ? :
  - Giuseppe Bertini, peintre italien (° 1825),
  - Max Arthur Waagen, sculpteur allemand (° 11 mars 1836).